# René François Aubrée
Pour les articles homonymes, voir Aubrée.
René François Aubrée, né le 23 juin 1763 à Rennes, mort le 1er décembre 1808 au siège de Saragosse, est un général français de la Révolution et de l’Empire.

## Biographie
René François Aubrée entre au service comme capitaine le 10 septembre 1791 dans le 1er bataillon de volontaires d'Ille-et-Vilaine, amalgamé le 1er fructidor an II dans la 31e demi-brigade de bataille, devenue 42e de ligne à l'organisation du 27 ventôse an IV, et fait toutes les campagnes de 1792 à l'an IX aux armées du Nord, de Sambre-et-Meuse, de Batavie et du Rhin.
Lieutenant-colonel en second le 13 octobre 1792, il devient chef de bataillon commandant le 1er nivôse an II, et obtient le grade de chef de brigade le 1er fructidor suivant. Il se trouve en l'an II au siège d'Ypres sous les ordres du général Vandamme, et se distingue en l'an VI à une affaire qui eut lieu près d'Egmond (Hollande-Septentrionale).
La bravoure et les talents militaires qu'il déploya le 3e jour complémentaire an VII à la bataille de Bergen fixent sur lui l'attention du général en chef Brune, qui le nomme général de brigade sur le champ de bataille le 19 septembre 1799. Confirmé dans ce grade le 4 vendémiaire an VIII, il se distingue à la bataille de Castricum le 14 du même mois, et prend le commandement d'une brigade à l'armée du Rhin le 13 pluviôse suivant.
Il rentre en France après la cessation des hostilités, et est mis en non-activité le 1er vendémiaire an X. Appelé à commander le département du Pô le 29 messidor de cette dernière année, il reçoit la décoration de commandant de la Légion d'honneur le 25 prairial an XII, et passe au département de la Stura le 29 floréal an XIII.
Employé à l'armée de Dalmatie le 13 juillet 1806, il se distingue le 1er octobre suivant au combat de Castelnovo. À la tête du 11e régiment d'infanterie de ligne, il culbute à la baïonnette 2 bataillons russes, et disperse une multitude de Monténégrins qui laissent 400 des leurs sur le champ de bataille.
Rentré en France par congé le 17 octobre 1807, il commande une brigade du corps formé sur les côtes de l'Océan le 16 mars 1808, passe ensuite au 3e corps de l'armée d'Espagne, et trouve une mort glorieuse au siège de Saragosse le 1er décembre de la même année.
Son nom est inscrit sur les tables de bronze du palais de Versailles.